# (100038) 1991 RD13
(100038) 1991 RD13 es un asteroide perteneciente al cinturón de asteroides, descubierto el 13 de septiembre de 1991 por Henry E. Holt desde el Observatorio del Monte Palomar, Estados Unidos.